# Salvatore Greco (Mafioso, 1923)
Salvatore „Ciaschiteddu“ Greco (* 13. Januar 1923 in Palermo; † 7. März 1978 in Caracas) war ein mächtiger Mafioso der Cosa Nostra und Oberhaupt der Greco-Mafia-Familie von Ciaculli, einem Vorort von Palermo. Sein Spitzname „Ciaschiteddu“, auch „Chichiteddu“, ist sizilianisch und bedeutet übersetzt „kleiner Vogel“ oder „Weinkanne“.
„Ciaschiteddu“ Greco war der erste Vorsitzende der ersten sizilianischen Mafia-Kommission, welche 1958 gegründet wurde. Dieser Posten fiel ihm fast schon zwangsläufig zu, da er Oberhaupt einer der einflussreichsten Mafia-Familien dieser Zeit war, mit einer Geschichte, die bis ins späte 19. Jahrhundert zurückreicht.

## Junge Jahre
Salvatore Greco war der Sohn von Giuseppe Greco, welcher bei einer blutigen Fehde zwischen zwei Fraktionen innerhalb des Greco-Clans in Ciaculli und Croceverde-Giardini 1946/47 getötet wurde. Der Frieden zwischen den beiden Fraktionen beruhte darauf, dass die Immobilien in Croceverde Salvatore Greco und seinem gleichnamigen Cousin Salvatore „Der Ingenieur“ Greco überschrieben wurden. Obwohl sie der traditionellen ländlichen Mafia entstammten, lernten die Greco-Cousins schnell, wie sie Profit aus dem starken Wirtschaftswachstum der Nachkriegszeit ziehen konnten. Dazu stiegen sie in den Zigarettenschmuggel und den Heroinhandel ein.

## Vorsitz der Mafia-Kommission
Salvatore Greco nahm an den Mafia-Konferenzen von 1957 teil, bei der sich hochrangige amerikanische und sizilianische Mafiosi in Palermo trafen. Joseph Bonanno, Lucky Luciano, John Bonventre, Frank Garofalo, Santo Sorge und Carmine Galante stellten die amerikanische Abordnung, während – neben den Greco-Cousins – Giuseppe Genco Russo, Angelo La Barbera, Gaetano Badalamenti, Calcedonio Di Pisa und Tommaso Buscetta die Sizilianer repräsentierten.
Eine der Folgen der Konferenzen war die Gründung der ersten sizilianischen Mafia-Kommission, wobei „Ciaschiteddu“ Greco zum primus inter pares ernannt wurde.
Nach Aussagen des Pentito Tommaso Buscetta war Greco in die angebliche Ermordung von Enrico Mattei verwickelt. Der kontroverse Vorsitzende der staatlichen Erdölgesellschaft Eni kam am 27. Oktober 1962 bei einem mysteriösen Flugzeugabsturz ums Leben. Er soll ebenso in die Entscheidung involviert gewesen sein, den Journalisten Mauro De Mauro zu ermorden. Mauro verschwand am 16. September 1970, als er den Tod von Mattei untersuchte. Dies tat er auf Bitte des Regisseurs Francesco Rosi, für dessen Film Il Caso Mattei.

## Erster Mafiakrieg
Greco war einer der Beteiligten im ersten großen Mafiakrieg, in welchem es um die Kontrolle der neuen Geschäftsmöglichkeiten ging, die mit der starken Urbanisierung und dem Heroinhandel nach Nordamerika entstanden. Der Konflikt hatte sich an einer nicht nach Plan gelaufenen Heroinlieferung und der Ermordung von Calcedonio Di Pisa – einem Verbündeten der Grecos – im Dezember 1962 entzündet. Die Grecos verdächtigten Salvatore und Angelo La Barbera als Drahtzieher des Angriffs.
Am 30. Juni 1963 explodierte eine Autobombe in der Nähe von Grecos Haus in Ciaculli. Bei der Explosion wurden sieben Carabinieri getötet, welche die Bombe nach einem anonymen Telefonanruf zu entschärfen versuchten. Die Empörung über diesen, als Massaker von Ciaculli bezeichneten, Anschlag machten aus dem Mafia-internen Streit einen Krieg gegen die Mafia. Dies führte zur ersten konzentrierten Anti-Mafia-Aktion im Nachkriegsitalien. Die Mafia-Kommission wurde zerschlagen und viele der Mitglieder, die der Verhaftung entgingen, flohen ins Ausland. So auch Greco, der sich nach Caracas in Venezuela absetzte.
Die staatlichen Aktionen nach dem Massaker störten den sizilianischen Heroinhandel in die Vereinigten Staaten erheblich. Zahlreiche Mafiosi wurden verhaftet und verurteilt. Die Kontrolle über den Heroinschmuggel lag fortan in den Händen einiger weniger Flüchtiger, darunter die Greco-Cousins, Pietro Davì, Tommaso Buscetta und Gaetano Badalamenti.
Am 22. Dezember 1968 wurde Greco in Abwesenheit zu vier Jahren Haft verurteilt, im Prozess gegen „die 114“ in Catanzaro, welcher eine Folge des Massakers war. In der Berufung wurde er freigesprochen. 1973 wurde er zu fünf Jahren Haft auf der Gefängnisinsel Asinara verurteilt. Er war jedoch nicht aufzufinden und trat seine Haft deshalb auch nie an.

## In Venezuela
Währenddessen formte Greco in Venezuela eine Allianz mit der Gambino-Familie aus New York und dem Cuntrera-Caruana-Clan aus Siculiana, um den Drogenhandel zu erleichtern.
Auch während seiner Zeit in Venezuela war Greco eine wichtige Führungsperson in der international agierenden Cosa Nostra, weshalb er regelmäßig nach Italien reiste. So war er in die Entscheidung involviert, die Mafia-Kommission 1970 wieder aufzubauen. Ebenso bei der Entscheidung, ob sie beim ominösen Putschversuch von Neofaschisten um Junio Valerio Borghese teilnehmen sollten, wofür dieser eine Amnestie für inhaftierte Mafiosi anbot. Die Cosa Nostra beschloss schließlich, sich nicht am Staatsstreich zu beteiligen, welcher am 8. Dezember 1970 scheiterte.
Im Januar 1978 reiste Greco nach Sizilien, um einen sich anbahnenden Konflikt zu verhindern. Er versuchte Gaetano Badalamenti, Giuseppe Di Cristina und Salvatore Inzerillo davon abzuhalten, gegen die Corleonesi unter Totò Riina vorzugehen, welche immer mehr Macht erlangten. Greco scheiterte mit seinen Bemühungen und der Konflikt endete im zweiten großen Mafiakrieg.
Salvatore Greco verstarb am 7. März 1978 in Caracas aufgrund einer Leberzirrhose.